# Ileana Jacket
Ileana Jacket Guevara (Berlín, 30 de enero de 1947) es una actriz y bailarina alemana-venezolana, radicada en Estados Unidos.

## Biografía
Ileana Jacket nació el 30 de enero de 1947 en Alemania. Su padre es alemán, de padre francés y madre suecafinlandesa, mientras que su madre también es nacida en Alemania, pero criada en Argentina, por lo tanto hablaba español fluido. Desde temprana edad emigró junto a sus padres a Venezuela.
Así como habla español gracias a su madre y alemán de nacimiento, también es fluida en francés, inglés y finés. Es madre de la también actriz Sonya Smith, producto de su matrimonio con el estadounidense Federico Smith.

## Carrera
En el año 1983 se integra a la telenovela Leonela donde Jacket interpretó a la srta. Raitza. También participó en Topacio en 1984, como la enfermera Carmen Julia. Al año suiguiente se integró al elenco de Cristal, como Bertha Girot.
Ileana también realizó videos de aeróbic durante varios años, vendiéndose varios cassettes con su rostro e incentivando a la población femenina a llevar una vida fitness.
Entre sus últimas participaciones en telenovelas se encuentran María Celeste, Hay amores que matan y Corazón valiente, telenovela que fue su última actuación hasta la fecha.

## Filmografía

### Televisión
| Año       | Título               | Personaje                   |
| --------- | -------------------- | --------------------------- |
| 1982      | Jugando a vivir      | Brigitte Castro             |
| 1983      | Leonela              | Raitza                      |
| 1984      | Topacio              | Carmen Julia Mendoza        |
| 1985      | Cristal              | Bertha Girot                |
| 1987      | Roberta              | Madre de José Luis          |
| 1988-1989 | Abigail              | Estrella Monsalve           |
| 1989      | Rubí rebelde         | Carolina                    |
| 1990-1991 | De mujeres           | Federica Batista de Salazar |
| 1991      | El desprecio         | Karen de Linares            |
| 1992      | Cara sucia           | Gracia                      |
| 1993-1994 | Amor de papel        | Flor Villalba               |
| 1994      | María Celeste        | Herminia Vda. de Azpurua    |
| 2000      | Hay amores que matan | Florencia Elizondo          |
| 2007      | Arroz con leche      | Margot Ferretti             |
| 2008      | Torrente             | Raquel Arizmendi Montoya    |
| 2012      | Corazón valiente     | Josefina Uriarte            |

### Cine
- Inocente en línea 1991
- La décima víctima 1991
- El jeque sin fondos 1982